# Liste des épisodes de Supernatural
La liste des épisodes de Supernatural, série télévisée américaine créée par Eric Kripke, est constituée de 327 épisodes répartis sur quinze saisons, diffusés entre le 13 septembre 2005 et le 19 novembre 2020.

## Première saison (2005-2006)
Composée de vingt-deux épisodes, elle a été diffusée du 13 septembre 2005 au 4 mai 2006 sur The WB, aux États-Unis.
1. La Dame blanche (Pilot (en))
2. Wendigo (Wendigo)
3. L'Esprit du lac (Dead in the Water)
4. Le Fantôme voyageur (Phantom Traveler)
5. La Légende de Bloody Mary (Bloody Mary)
6. Faux Frère (Skin)
7. L'Homme au crochet (Hook Man)
8. La Vallée maudite (Bugs)
9. La Maison des cauchemars (Home)
10. Terreur à l’asile (Asylum)
11. L’Épouvantail (Scarecrow)
12. Magie noire (Faith)
13. Route 666 (Route 666)
14. Télékinésie (Nightmare)
15. Les Chasseurs (The Benders)
16. Daeva (Shadow)
17. À force de volonté (Hell House)
18. La Strige (Something Wicked)
19. Le Tableau hanté (Provenance)
20. Le Retour des vampires (Dead Man's Blood)
21. Délivrance, première partie (Salvation)
22. Délivrance, deuxième partie (Devil's Trap)

## Deuxième saison (2006-2007)
Le 17 mai 2006, la série a été renouvelée pour une deuxième saison de vingt-deux épisodes. Elle a été diffusée du 28 septembre 2006, au 17 mai 2007 sur The CW Television Network, aux États-Unis.
1. Le Sacrifice (In My time Of Dying)
2. Le Clown (Everybody Loves A Clown)
3. Au-delà des apparences (Bloodlust)
4. Vengeance d’outre-tombe (Children Shouldn't Play With Dead Things)
5. Sous contrôle (Simon Said)
6. Sans issue (No Exit)
7. La Main de la justice (The Usual Suspects)
8. Le Pacte (Crossroad Blues)
9. Croatoan (Croatoan)
10. Traqué (Hunted)
11. Maggie et Rose (Playthings)
12. Le Polymorphe (Nightshifter)
13. Ange ou Démon (Houses of the Holy)
14. Possédé (Born Under a Bad Sign)
15. Frères ennemis (Tall Tales)
16. Le Temps des adieux (Roadkill)
17. Les Loups-garous (Heart)
18. Le Chef-d’Œuvre de l’horreur (Hollywood Babylon)
19. Les Taulards  (Folsom Prison Blues)
20. Comme dans un rêve (What Is and What Should Never Be)
21. L'Armée des ténèbres, première partie (All Hell Breaks Loose: Part One)
22. L'Armée des ténèbres, deuxième partie (All Hell Breaks Loose: Part Two)

## Troisième saison (2007-2008)
Le 15 mai 2007, la série a été renouvelée initialement pour une troisième saison de vingt-deux épisodes mais n'en sera composée que de seize épisodes due à la grève des scénaristes de 2007 à 2008. Elle a été diffusée du 4 octobre 2007 au 15 mai 2008 sur The CW, aux États-Unis.
1. Les Sept Péchés Capitaux (The Magnificent Seven)
2. Les Enfants perdus (The Kids are Alright)
3. Baraka (Bad Day at Black Rock)
4. Sin City (Sin City)
5. Il était une fois… (Bedtime Stories)
6. Le Vaisseau fantôme (Red Sky at Morning)
7. Rouge sang (Fresh Blood)
8. Le Festin du Père Noël (A Very Supernatural Christmas)
9. Les Reines du Sabbat (Malleus Maleficarum)
10. Faites de beaux rêves (Dream a Little Dream of Me)
11. Un jour sans fin (Mystery Spot)
12. Jus in Bello (Jus in Bello)
13. Les Ghostfacers (Ghostfacers)
14. Rejoins-moi (Long-Distance Call)
15. Le Secret de l'immortalité (Time is On My Side)
16. Les Chiens de l'enfer (No Rest for the Wicked)

## Quatrième saison (2008-2009)
Le 3 mars 2008, la série a été renouvelée pour une quatrième saison de vingt-deux épisodes. Elle a été diffusée du 18 septembre 2008 au 14 mai 2009 sur The CW, aux États-Unis.
1. La Main de Dieu (Lazarus Rising)
2. Anges et Démons (Are You There, God? It's Me, Dean Winchester)
3. Au commencement (In The Beginning)
4. Métamorphose (Metamorphosis)
5. Film d’épouvante (Monster Movie)
6. Le Mal des fantômes (Yellow Fever)
7. La Légende d'Halloween (Its the Great Pumpkin, Sam Winchester)
8. Le Puits aux souhaits (Wishful Thinking)
9. Souvenirs de l’au-delà (I Know What You Did Last Summer)
10. Disgrâce (Heaven and Hell)
11. Entre les murs (Family Remains)
12. Comme par magie (Criss Angel Is A Douchebag)
13. L'Esprit vengeur (After School Special)
14. Le Venin de la sirène (Sex and Violence)
15. De l'autre côté (Death Takes a Holiday)
16. Le Premier Sceau (On the Head of a Pin)
17. Nés pour chasser (It's a Terrible Life)
18. Le Prophète (The Monster at the End of This Book)
19. Trois Frères (Jump the Shark)
20. Le Pénitent (The Rapture)
21. Le Diable au corps (When the Levee Breaks)
22. Le Réveil de Lucifer (Lucifer Rising)

## Cinquième saison (2009-2010)
Le 24 février 2009, la série a été renouvelée pour une cinquième saison de vingt-deux épisodes. Elle a été diffusée du 10 septembre 2009 au 13 mai 2010 sur The CW, aux États-Unis.
1. Sympathie envers le Diable (Sympathy for the Devil)
2. Premier Pas vers l'enfer (Good God, Y'All!)
3. Seuls sur la route (Free To Be You and Me)
4. Apocalypse 2014 (The End)
5. Idoles assassines (Fallen Idol)
6. L’Antéchrist (I Believe the Children Are Our Future)
7. Jeu d'argent, jeu de temps (The Curious Case of Dean Winchester)
8. Téléportation / De l'autre côté de l'écran (Changing Channels)
9. Les Incroyables Aventures de Sam et Dean (The Real Ghostbusters)
10. Les Faucheuses (Abandon All Hope…)
11. Vol au-dessus d’un nid de démons (Sam, Interrupted)
12. L'Apprenti sorcier (Swap Meat)
13. Le Retour d’Anna (The Song Remains the Same)
14. Passions dévorantes (My Bloody Valentine)
15. Les Morts-Vivants (Dead Men Don't Wear Plaid)
16. Axis Mundi (Dark Side of the Moon)
17. Prophéties funestes (99 Problems)
18. Plan B (Point of No Return)
19. Le Panthéon (Hammer of the God)
20. Meilleurs Ennemis (The Devil You Know)
21. La Onzième Heure (Two Minutes To Midnight)
22. La paix viendra (Swan Song)

## Sixième saison (2010-2011)
Le 16 février 2010, la série a été renouvelée pour une sixième saison de vingt-deux épisodes. Elle a été diffusée du 24 septembre 2010 au 20 mai 2011 sur The CW, aux États-Unis.
1. L'Adieu aux armes (Exile on Main St.)
2. Baby Blues (Two and a Half Men)
3. Le Bâton de Moïse (The Third Man)
4. La Lamia (Weekend at Bobby's)
5. L'Alpha (Live Free or Twi-Hard)
6. Veritas (You Can't Handle the Truth)
7. Entretien avec un vampire (Family Matters)
8. La Meute (All Dogs Go to Heaven)
9. Rencontre du troisième type (Clap Your Hands If You Believe…)
10. Paix à son âme (Caged Heat)
11. Rendez-vous avec la mort (Appointment in Samarra)
12. L'Épée de Bruncwik (Like A Virgin)
13. L'Arachnée (Unforgiven)
14. La Colère des mannequins (Mannequin 3: The Reckoning)
15. Arrêt sur image (The French Mistake)
16. Le Retour d'Ève (…And Then There Were None)
17. Titanic (My Heart Will Go On)
18. Les Mystères de l'Ouest (Frontierland)
19. À feu et à sang (Mommy Dearest)
20. L'Ange déchu (The Man Who Would Be King)
21. La Clé du purgatoire (Let It Bleed)
22. L'homme qui en savait trop (The Man Who Knew Too Much)

## Septième saison (2011-2012)
Le 27 avril 2011, la série a été renouvelée pour une septième saison de vingt-trois épisodes. Elle a été diffusée du 23 septembre 2011 au 18 mai 2012 sur The CW, aux États-Unis.
1. Les Léviathans (Meet the New Boss)
2. Marée noire (Hello Cruel World)
3. Amour de jeunesse (The Girl Next Door)
4. Osiris (Defending Your Life)
5. Ma sorcière bien-aimée (Shut Up, Dr. Phil)
6. Copies conformes (Slash Fiction)
7. Les Mentalistes (The Mentalists)
8. Le Philtre d'amour (Season Seven, Time for a Wedding!)
9. Le Diable du New Jersey (How to Win Friends and Influence Monsters)
10. Aux portes de la mort (Death's Door)
11. Les Vetâlas (Adventures in Babysitting)
12. Les Incorruptibles (Time After Time After Time)
13. Les Amazones (The Slice Girls)
14. La Ménagerie enchantée (Plucky Pennywhistle's Magic Menagerie)
15. Invocations (Repo Man)
16. Un parfum d'antan (Out With the Old)
17. La Mémoire dans la peau (The Born-Again Identity)
18. Le Shojo (Party On, Garth)
19. Le Manoir de Van Ness (Of Grave Importance)
20. Soleil vert (The Girl with the Dungeons and Dragons Tattoo)
21. La Parole de Dieu (Reading Is Fundamental)
22. L'Arme fatale (There Will Be Blood)
23. L'Assaut final (Survival of the Fittest)

## Huitième saison (2012-2013)
Le 3 mai 2012, la série a été renouvelée pour une huitième saison de vingt-trois épisodes. Elle a été diffusée du 3 octobre 2012 au 15 mai 2013 sur The CW, aux États-Unis.
1. Retour à la normale (We Need to Talk About Kevin)
2. Vente aux enchères (What's Up, Tiger Mommy?)
3. L'Arrache-cœur (Heartache)
4. Caméra au poing (Bitten)
5. Les Vampirates (Blood Brother)
6. Le Soldat inconnu (Southern Comfort)
7. Delta Mendota (A Little Slice of Kevin)
8. Quoi de neuf, docteur ? (Hunteri Heroici)
9. Qui sème le vent… (Citizen Fang)
10. La Tablette des anges (Torn and Frayed)
11. L'Arbre de la Douleur (LARP and the Real Girl)
12. Abbadon (As Time Goes By)
13. L'Ordre de Thulé (Everybody Hates Hitler)
14. Les Trois Épreuves (Trial and Error)
15. Les Familiers (Man's Best Friend With Benefits)
16. Le Choc des Titans (Remember the Titans)
17. Les Cryptes de Lucifer (Goodbye Stranger)
18. La chasse est ouverte (Freaks And Geeks)
19. Aller-retour pour l'enfer (Taxi Driver)
20. Game over (Pac-Man Fever)
21. Le Roi de l'évasion (The Great Escapist)
22. Jeu de massacres (Clip Show)
23. L'Arc de Cupidon (Sacrifice)

## Neuvième saison (2013-2014)
Le 11 février 2013, la série a été renouvelée pour une neuvième saison de vingt-trois épisodes. Elle a été diffusée du 8 octobre 2013 au 20 mai 2014 sur The CW, aux États-Unis.
1. Bienvenue sur Terre (I Think I'm Gonna Like It Here)
2. Que le Diable l'emporte (Devil May Care)
3. Humain, trop humain (I'm No Angel)
4. La Clé d'Oz (Slumber Party)
5. Un après-midi de chien (Dog Dean Afternoon)
6. Les Mains de la miséricorde (Heaven Can't Wait)
7. Mauvaise Graine (Bad Boys)
8. Vœu de chasteté (Rock and a Hard Place)
9. La Sainte Mélodie (Holy Terror)
10. Union sacrée (Road Trip)
11. La Première Lame (First Born)
12. Une faim de loup (Sharp Teeth)
13. Les Pishtacos (The Purge)
14. En attente du paradis (Captives)
15. Façon Scooby-Doo (Thinman)
16. Blade Runners (Blade Runners)
17. Le Couvent des âmes (Mother's Little Helper)
18. Le Héros de l'histoire (Meta Fiction)
19. Le Bal des vampires (Alex Annie Alexis Ann)
20. La Guerre des monstres (Bloodlines)
21. La Nouvelle Reine (King of the Damned)
22. Jeu de dames (Stairway to Heaven)
23. Le Faiseur de miracles (Do You Believe in Miracles?)

## Dixième saison (2014-2015)
Le 13 février 2014, la série a été renouvelée pour une dixième saison de vingt-trois épisodes. Elle a été diffusée du 7 octobre 2014 au 20 mai 2015 sur The CW, aux États-Unis. Elle a été précédée le 6 octobre 2014, d'un épisode rétrospectif.
1. La Vie rêvée des anges (Black)
2. Accro à la mort (Reichenbach)
3. Traitement de choc (Soul Survivor)
4. Lune de papier (Paper Moon)
5. Fan fiction (Fan Fiction)
6. Secret d'Alcôve (Ask Jeeves)
7. Rowena (Girls, Girls, Girls)
8. Shérif, fais-moi peur (Hibbing 911)
9. Au nom du père (The Things We Left Behind)
10. Fergus (The Hunter Games)
11. Du côté Obscur (There's No Place Like Home)
12. La Fontaine de jouvence (About a Boy)
13. Meurtre par accident (Halt and Catch Fire)
14. Le Chant du bourreau (The Executioner's Song)
15. Le Ver de Khan (The Things They Carried)
16. Examen de conscience (Paint It Black)
17. L'Échappée belle (Inside Man)
18. Le Livre des Damnés (Book of the Damned)
19. La Boîte de Werther (The Werther Project)
20. Planète Claire (Angel Heart)
21. Œil pour œil (Dark Dynasty)
22. La Vengeance à tout prix (The Prisoner)
23. Ex nihilo (Brother's Keeper)

## Onzième saison (2015-2016)
Le 11 janvier 2015, la série a été renouvelée pour une onzième saison de vingt-trois épisodes. Elle a été diffusée du 7 octobre 2015 au 25 mai 2016 sur The CW, aux États-Unis.
1. Amara (Out of the Darkness, Into the Fire)
2. L'Être et le Néant (Form and Void)
3. Affamée (The Bad Seed)
4. Comme au bon vieux temps (Baby)
5. Sans état d'âme (Thin Lizzie)
6. Ni Dieu ni maître (Our Little World)
7. Bas les masques (Plush)
8. Nos amis imaginaires (Just My Imagination)
9. Divine Comédie (O Brother Where Art Thou?)
10. Dis-moi oui (The Devil in the Details)
11. Le Cri de la Banshee (Into the Mystic)
12. Linge sale en famille (Don't You Forget About Me)
13. Baiser mortel (Love Hurts)
14. L'Arche d'alliance (The Vessel)
15. Sur le ring (Beyond the Mat)
16. La Première Règle (Safe House)
17. Deuxième Chance (Red Meat)
18. La Corne de Josué (Hell's Angel)
19. Les Bisaan (The Chitters)
20. Chuck tout-puissant (Don't Call Me Shurley)
21. Donatello (All in the Family)
22. L'Ombre et la Lumière (We Happy Few)
23. Les Liens du sang (Alpha and Omega)

## Douzième saison (2016-2017)
Le 11 mars 2016, la série a été renouvelée pour une douzième saison de vingt-trois épisodes. Elle a été diffusée du 13 octobre 2016 au 18 mai 2017 sur The CW, aux États-Unis.
1. Résurrection (Keep Calm and Carry On)
2. Mamma Mia (Mamma Mia)
3. Cœurs gelés (The Foundry)
4. Le Cauchemar de Magda (American Nightmare)
5. Fureur de vivre (The One You've Been Waiting For)
6. Veillée funèbre (Celebrating the Life of Asa Fox)
7. Anguille sous Rock (Rock Never Dies)
8. Le Nephilim (Lotus)
9. Le Deal de Billy (First Blood)
10. Lily Sunder (Lily Sunder Has Some Regrets)
11. C'est qui Dean ? (Regarding Dean)
12. La Lance de Michel (Stuck in the Middle (With You))
13. L'Étoile (Family Feud)
14. Raid sur les Vampires (The Raid)
15. De mauvais poil (Somewhere Between Heaven and Hell)
16. Émancipation (Ladies Drink Free)
17. Erreur de jeunesse (The British Invasion)
18. Black Bill (The Memory Remains)
19. L'Enfant roi (The Future)
20. Brindilles et ficelles (Twigs and Twine and Tasha Banes)
21. Lavage de cerveau (There's Something About Mary)
22. Je vous salue Mary (Who We Are)
23. L'Autre monde (All Along the Watchtower)

## Treizième saison (2017-2018)
Le 8 janvier 2017, la série a été renouvelée pour une treizième saison. Elle a été diffusée du 12 octobre 2017 au 17 mai 2018 sur The CW, aux États-Unis.
1. Jack (Lost and Found)
2. Vague de puissance (The Rising Son)
3. Lithomancie (Patience)
4. Catharsis (The Big Empty)
5. Quoi de neuf, docteur ? (Advanced Thanatology)
6. Règlement de compte à OK Corral (Tombstone)
7. Faux Jumeaux (War of the Worlds)
8. Le Casse du siècle (The Scorpion and the Frog)
9. Les Marche-rêves (The Bad Place)
10. Compagnes d'armes (Wayward Sisters)
11. L'Affaire papillon (Breakdown)
12. Le Grimoire noir (Various and Sundry Villains)
13. Longue vie au roi (Devil's Bargain)
14. Les Bonnes Intentions (Good Intentions)
15. Le Plus Saint des hommes (A Most Holy Man)
16. Scoobynatural (Scoobynatural)
17. Le Sceau de Salomon (The Thing)
18. Les Souffrances de Gabriel (Bring 'em Back Alive)
19. Funeralia (Funeralia)
20. Le Panthéon nordique (Unfinished Business)
21. La Faille (Beat the Devil)
22. Exodus (Exodus)
23. L'Épée de St. Michel (Let the Good Times Roll)

## Quatorzième saison (2018-2019)
Le 2 avril 2018, la série a été renouvelée pour une quatorzième saison de vingt épisodes. Elle a été diffusée du 11 octobre 2018 au 25 avril 2019 sur The CW, aux États-Unis.
1. L'Étranger (Stranger in a Strange Land)
2. Complètement marteau ! (Gods and Monsters)
3. La Cicatrice (The Scar)
4. L'Homme à la hache (Mint Condition)
5. La Logique du cauchemar (Nightmare Logic)
6. La Mouche (Optimism)
7. Abraxas (Unhuman Nature)
8. La Plus Merveilleuse des vies (Byzantium)
9. L'Œuf et la Lance (The Spear)
10. Nihilisme (Nihilism)
11. La Boîte de Ma'lak (Damaged Goods)
12. Le Nouveau Prophète (Prophet and Loss)
13. Paradoxe temporel (Lebanon)
14. Le Baiser de la gorgone (Ouroboros)
15. La Clé du bonheur (Peace of Mind)
16. Kohonta (Don't Go in the Woods)
17. Le Plein d'âme (Game Night)
18. Absence (Absence)
19. Sans pitié (Jack in the Box)
20. Après le chaos (Moriah)

## Quinzième saison (2019-2020)
Le 31 janvier 2019, la série a été renouvelée pour une quinzième et dernière saison de vingt épisodes. Elle a été diffusée à partir du 10 octobre 2019 et devait se conclure le 18 mai 2020, mais en raison de la pandémie de Covid-19, la diffusion a été repoussée et s'est terminée le 19 novembre 2020 sur The CW, aux États-Unis.
1. Fantômes et zombies (Back and to the Future)
2. L'Attrape-âmes (Raising Hell)
3. Le Bâton de Lilith (The Rupture)
4. Un écrivain de talent (Atomic Monsters)
5. Trop facile (Proverbs 17:3)
6. Lordo magnificarum (Golden Time)
7. Blessure divine (Last Call)
8. Talon d'Achille (Our Father, Who Aren't in Heaven)
9. Butch Cassidy et le Kid (The Trap)
10. L'Étoffe des héros (The Heroes' Journey)
11. Atrox fortuna (The Gamblers)
12. L'Autre Kaia (Galaxy Brain)
13. L'Occutulm (Destiny's Child)
14. La Nymphe des bois (Last Holiday)
15. Pauvres pécheurs (Gimme Shelter)
16. La Chambre 214 (Drag Me Away (From You))
17. Juste un claquement de doigts (Unity)
18. La Mort aux trousses (Despair)
19. Seuls au monde (Inherit the Earth)
20. Le Dernier voyage (Carry On)